# 八里镇 (兰州市)
八里镇，是中华人民共和国甘肃省兰州市七里河区下辖的一个乡镇级行政单位。

## 行政区划
八里镇下辖以下地区：
八里窑社区、岘口子社区、华林路社区、岘口子村、东果园村、清水营村、侯家峪村、花寨子村、二十里铺村、崖头村、后五泉村、八里窑村、五里铺村和西园村。